# Sanan

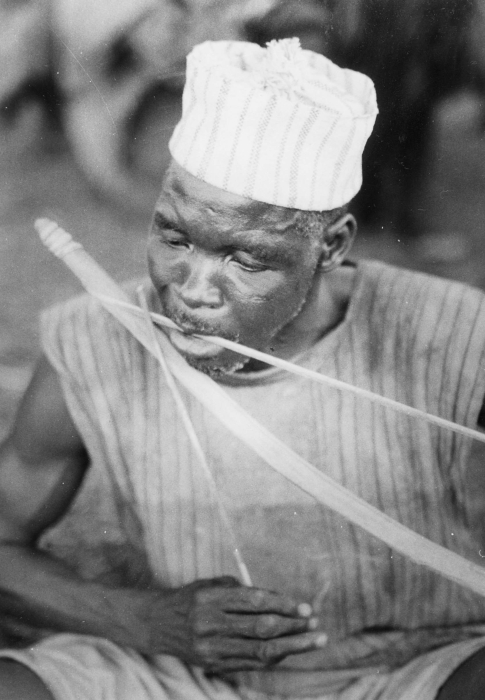
Ein Sanan spielt einen Mundbogen. Aufnahme des Tropenmuseums Amsterdam, 1970–71

Die Sanan, auch Samo, sind eine Ethnie der Mande in Westafrika. Das Siedlungsgebiet der etwa 300.000 Menschen umfassenden Ethnie befindet sich in Burkina Faso.
Vor der Kolonisierung durch Frankreich waren die Sanan in autonomen Dorfgemeinschaften organisiert. Ihre Sprache, ebenfalls San genannt, wird in drei Einzelsprachen unterteilt. Innerhalb Burkina Fasos wurden die Sanan durch die Herstellung von Hirsebier (Dolo) bekannt.
Um die Jahrhundertwende litten die Sanan unter der Unterdrückung durch die Tukulor aus Macina (im heutigen Mali) und der gerade begonnenen Kolonisation durch die Franzosen. Viele von ihnen wurden Opfer der in dieser Region operierenden Sklavenjäger und in den Norden verschleppt. Ihr Siedlungsgebiet wurde von den Franzosen bei deren Vorstoß in Richtung Süden oftmals durchquert und zur Truppenversorgung ausgebeutet. Samo mussten zum Beispiel als Träger arbeiten. Hauptmann de Batz bot sich bei seinem Besuch der Gegend im Jahre 1901 das Bild von verarmten und ausgebluteten Dörfern. Da der Unabhängigkeitsdrang der Sanan auf die gerade erst unterworfenen Mossi aus Yatenga überzugreifen begann, begaben sich französische Strafexpeditionen auf den Weg zu den Sanan. Dorf um Dorf wurde unterworfen, wobei sich jeweils unterschiedliche Situationen darstellten; waren in einigen Dörfern die Bewohner vor den Franzosen in die Savanne geflüchtet und beschossen die Angreifer aus dem Hinterhalt, kam es in anderen Dörfern zum Kampf um die Brunnen. Diese waren von den Franzosen besetzt worden, um die verdurstende Bevölkerung zum Aufgeben zu zwingen. In einem Falle wurde eine Höhle ausgeräuchert, in der sich etwa 180 Personen versteckt hielten. Andere Dörfer wiederum wurden verbrannt. Mehrere Hundert der nur wenige Hunderttausend Mitglieder zählenden Sanan wurden Schätzungen zufolge bei ihrer Unterwerfung getötet.

## Bekannte Sanan
- Joseph Ki-Zerbo
- Saye Zerbo
- Sangoulé Lamizana